# Гудым, Борис Андреевич
Бори́с Андре́евич Гуды́м (1 января 1928, ст. Приморско-Ахтарская, Приморско-Ахтарский район, Северо-Кавказский край, РСФСР, СССР ― 16 мая 1990, Йошкар-Ола, Марийская ССР, РСФСР, СССР) ― советский деятель здравоохранения. Главный врач Йошкар-Олинской городской больницы (1970―1977) и Республиканской больницы № 2 Марийской АССР (1977―1988). Заслуженный врач РСФСР (1975).

## Биография
Родился 1 января 1928 года в г. Приморско-Ахтарске ныне Краснодарского края в семье служащих. 
В 1951 году окончил Кубанский медицинский институт.
Направлен в Звениговский район Марийской АССР: главный врач Красногорской участковой больницы, в 1956―1970 годах ― главный врач Звениговской центральной районной больницы. Здесь уделял много внимания укреплению материально-технической базы больницы, созданию хороших условий труда для медицинских работников, благодаря ему было начато строительство больничного комплекса.
Переехал в г. Йошкар-Олу Марийской АССР: в 1970―1977 годах ― главный врач Йошкар-Олинской городской больницы, в 1977―1988 годах ― главный врач Республиканской больницы № 2 (ныне ― Республиканский клинический госпиталь инвалидов войн). В 1988 году назначается директором Марийского республиканского училища повышения квалификации медицинских и фармацевтических работников. Был известен как организатор в области санитарно-культурного просвещения, инициатор проведения Дня здоровья в Марийской республике.
Занимался и общественной деятельностью: в 1971―1990 годах, на протяжении 8 созывов, избирался депутатом Йошкар-Олинского городского Совета.
За многолетнюю плодотворную работу в области здравоохранения в 1975 году ему присвоено почётное звание «Заслуженный врач РСФСР». Награждён медалями, а также почётными грамотами Президиума Верховного Совета РСФСР и Марийской АССР.
Скончался 16 мая 1990 года в г. Йошкар-Оле.

## Признание заслуг
- Заслуженный врач РСФСР (1975)[1]
- Заслуженный врач Марийской АССР (1965)[1]
- Медаль «За доблестный труд. В ознаменование 100-летия со дня рождения Владимира Ильича Ленина» (1970)[1]
- Почётная грамота Президиума Верховного Совета РСФСР (1960)[1]
- Почётная грамота Президиума Верховного Совета Марийской АССР (1977)[1]